# Václav Bečvář

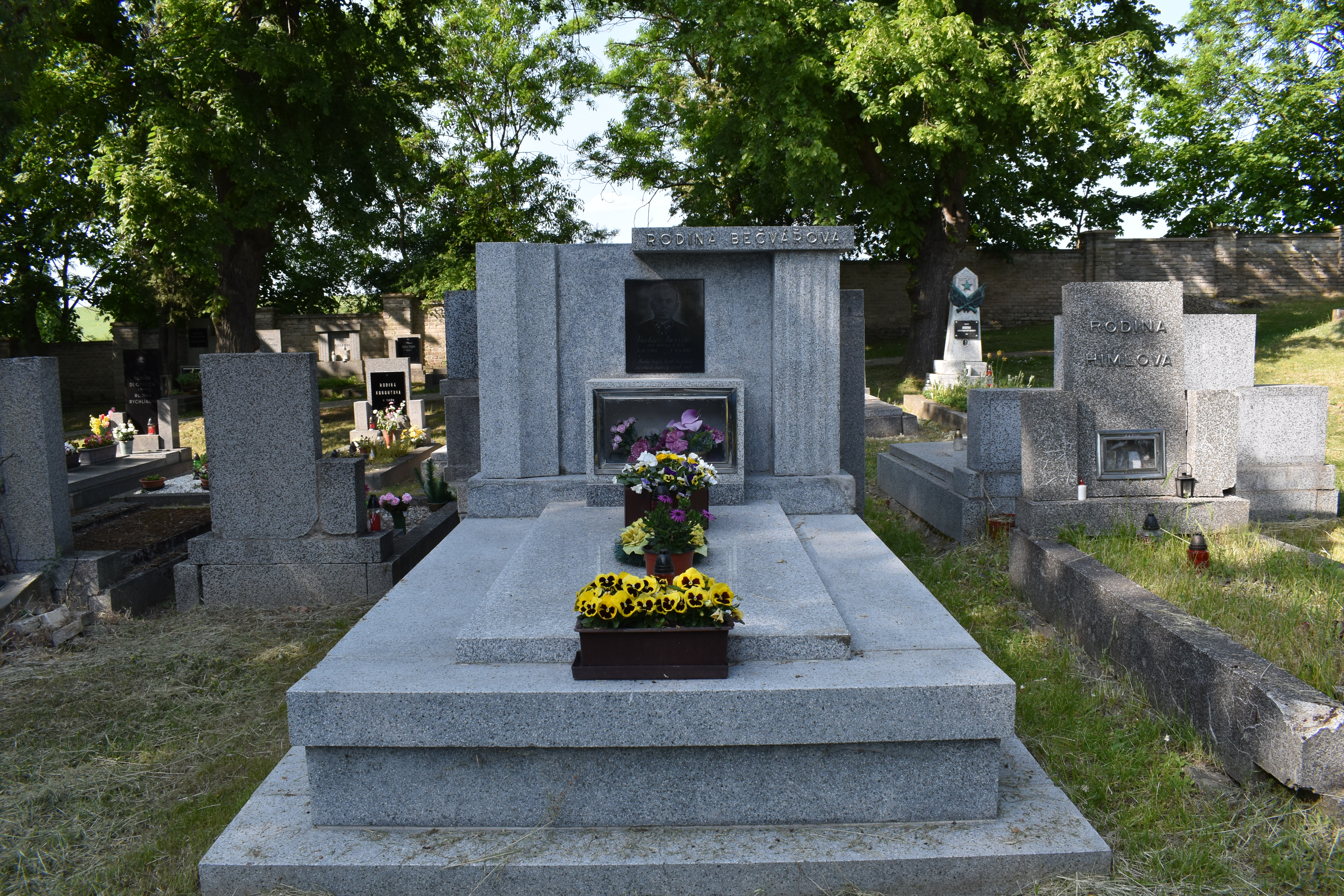
Hrob Václava Bečváře v Kolči

Václav Bečvář (29. července 1913 Luníkov – 7. května 1945 Praha) byl policista, který byl zavražděn nacisty jako parlamentář s bílým praporem po příchodu do areálu školy na Pražačce, kde byla kasárna SA.

## Život
Po vychození obecné a měšťanské školy se vyučil strojním zámečníkem. Presenční vojenskou službu vykonal v letech 1933-1935 u 1. automobilního praporu, kde dosáhl hodnosti svobodníka.
Dne 29. října 1935 byl přijat jako pomocný strážní zřízenec policejního ředitelství v Praze a byl zařazen k automobilní rotě. Dne 14. srpna 1936 byl přeložen k policejnímu ředitelství v Liberci. Dne 9. července 1937 byl zařazen do Stráže obrany státu.
V červenci 1937 se oženil s Jiřinou Koubkovou a měli dva syny.
Po Mnichovské dohodě a následném zrušení libereckého policejního ředitelství byl přeložen do Prahy, kde sloužil na revíru Praha-Vršovice, později u motorizovaného dopravního oddělení, kde dosáhl hodnosti štábního strážmistra.
Během Pražského povstání, 7. května (podle některých zdrojů již 6. května) se dobrovolně chopil role parlamentáře a kolem 12. hodiny vstoupil brankou do areálu gymnázia Na Pražačce, kde v té době příslušníci V. praporu (Sturmbann) z pluku (Standarte) SA „Feldherrnhalle“ a příslušníci bojové skupiny protiletecké obrany Luftwaffe „Reimann“ zadržovali civilní rukojmí. V pravé ruce držel bílý prapor, po ujití asi tří kroků byl zákeřně zezadu zastřelen.
Dne 8. května 1945 německé jednotky zahájily ústup v koloně s bílými vlajkami směrem ke kasárnám v Karlíně. Při prohlídce areálu byly nalezeny tři masové hroby za budovou školy. Zhruba hodinu po odchodu okupantů byla provedena exhumace, kdy byla identifikována těla 44 obětí (z toho tří žen), mezi nimi i Václav Bečvář.